# Torstorps säteri
Torstorps gård var tidigare ett säteri i Grimetons socken, Varbergs kommun, Halland och är känd sedan medeltiden. 
Den nuvarande mangårdsbyggnaden är uppförd vid 1800-talets mitt i knuttimring, klädd med locklistpanel. Pilastrarna i fasaden döljer timmerknutarna och bildar så kallade knutlådor. Rikt utsirade snickerier, liksom dubbla doriska träkolonner som bär upp balkongen, kännetecknar klassicistiska drag. Byggnaden vilar på en stensockel. Ladugården med kyrkfönsterliknande omfattningar i fasaden är uppförd 1880.

## Historia
Den först kända ägaren är Arvid Ribbing som innehade godset omkring 1360. År 1377 ärvde farbrodern Peder Ribbing egendomen. Från 1379 tillhörde Torstorp Vadstena kloster och omkring 1400 drogs godset in till danska staten. 1452 står riddaren Gustaf Olofsson Stenbock (d. 1492) som ägare. Det ägdes redan på 1600-talet av den pommerske kanslern Herman Wulfrath (von Wolffradt) (1629-1684). Vid 1700-talets slut övergick det definitivt i denna ätts ägo genom ryttmästaren Ernst Herman Wulfrath (von Wolffradt) (1710-1770), som flyttade dit från Tyskland. Säteriet tillhörde släkten Wulfrath (von Wolffradt) till 1879. 
Riksdagsman Alfred Bexell förvärvade gården 1874 och ägde den till 1899. Han lät hugga in flera hundra tänkespråk och minnesvärda namn på stenar och klipphällar i skogsområdet Älmeberget och Lohallen. Dessa Bexeliska ristningar tillkom enligt honom själv dels för att på detta sätt för all framtid bevara vårt språk, som han trodde skulle utarmas, dels för att hindra alkoholiserade stenhuggare från att supa ihjäl sig.

## Bilder

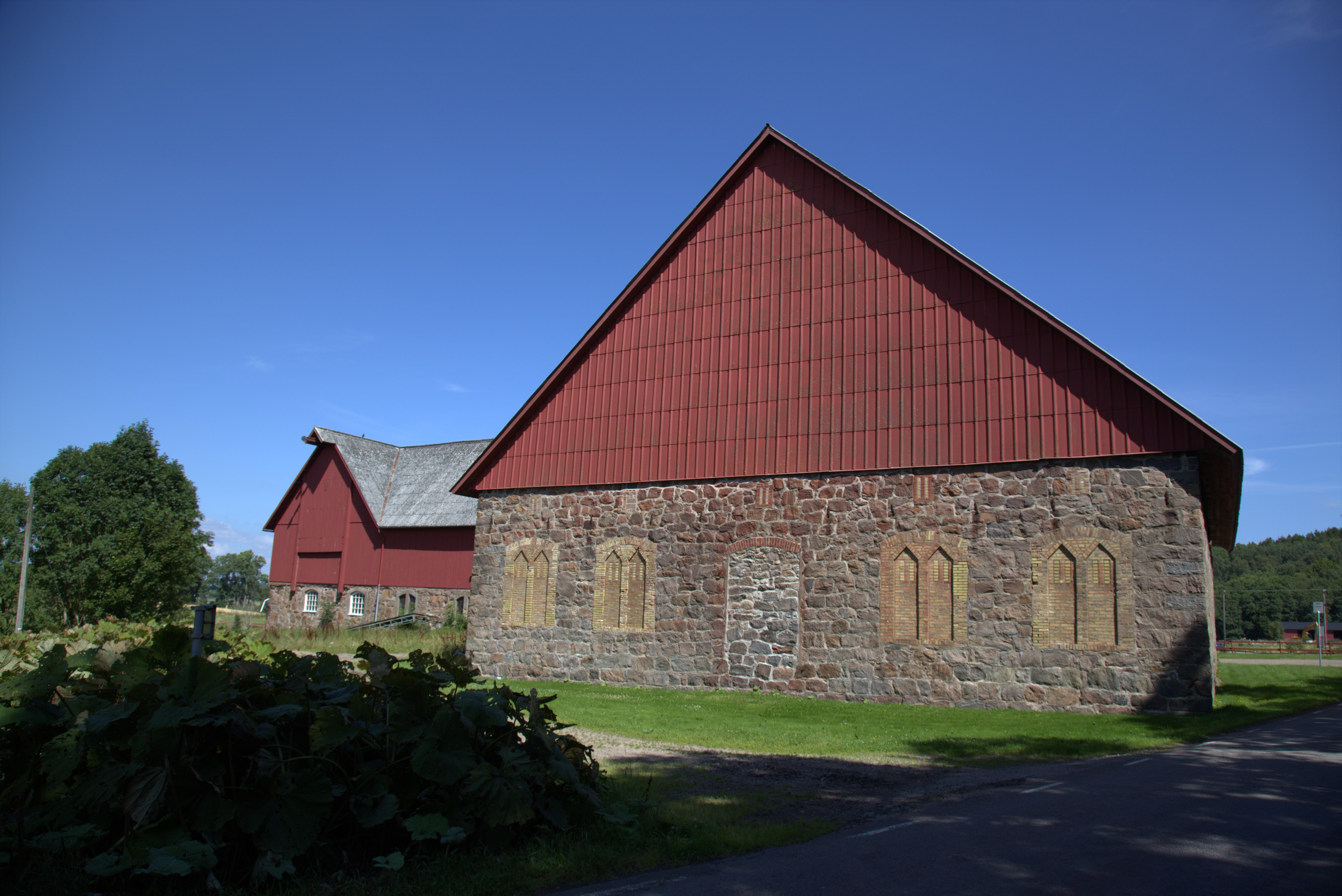

### Fotnoter
1. ↑  Åkerhielm, Erik (1930). Svenska gods och gårdar : illustrerade herrgårdsskildringar. Stockholm: Tullberg. Libris 1242118